# الله أباد العليا (حسين أباد كرمان)
الله أباد العلیا (بالفارسية: الله‌آباد علیا) هي قرية تقع في إيران في Hoseynabad Rural District. يقدر عدد سكانها بـ 1231 نسمة بحسب إحصاء 2016.